# Jacques Caron
Pour les articles homonymes, voir Caron.
Jacques Caron (né le 21 avril 1940 à Noranda, dans la province de Québec, au Canada) est un joueur professionnel canadien de hockey sur glace qui évoluait au poste de gardien de but. Il a ensuite été entraîneur des gardiens de but dans la Ligue nationale de hockey avec les Whalers de Hartford et les Devils du New Jersey.  

## Carrière

### Gardien de but (1956-1977)
Natif de l’Abitibi, Jacques Caron joue son hockey junior en Ontario, avec les Marlboros de Toronto (1956-1957), puis avec les Petes de Peterborough où il est dirigé par Scotty Bowman. Les Petes participent à la finale de la Coupe Memorial de 1959 mais s’inclinent 4-1 face aux Braves de Winnipeg. Alors âgé de 19 ans, Caron décide de devenir professionnel et signe son premier contrat avec les Presidents de Washington dans l'Eastern Hockey League à l'automne 1959. Il joue 55 parties, mais le club connaît une saison difficile, ne participe pas aux séries éliminatoires et, après des difficultés financières, est transféré à Cherry Hill dans le New Jersey au cours de l’été. Caron ne suit pas ses coéquipiers, s’aligne avec les Alouettes de Rouyn-Noranda, et remporte le championnat de la Ligue senior du nord de l’Ontario (NOHA). Quelques mois plus tard, il retourne dans la EHL et participe à quelques rencontres avec les Checkers de Charlotte, puis il joue 5 parties dans la Ligue américaine de hockey avec les Indians de Springfield et présente une fiche de 4 victoires contre une seule défaite. Il revient à Springfield la saison suivante et partage le filet avec George Wood. Les deux hommes protègent conjointement la cage des Indians jusqu’en 1967. C’est pendant cette période que Caron fait la connaissance du propriétaire et directeur-gérant du club Eddie Shore. L'ancien défenseur des Bruins se permet d’intervenir pendant les entraînements et utilise une technique d’enseignement plutôt inusitée avec son joueur : il déteste les gardiens de but qui se jettent sur la glace et décide de poser une sangle au cou de Caron qu’il attache à la barre horizontale du filet. Shore s’en prend aussi à d’autres joueurs et en 1966, Caron et ses coéquipiers se révoltent et menacent de déserter le club. Le propriétaire finit par céder et promet de délaisser ses fonctions de directeur-gérant à la fin de la saison. 
Jacques Caron décide de prendre sa retraite du hockey au printemps 1967. Il se cherche un emploi de machiniste dans la région de Toronto lorsqu’il apprend que les Kings de Los Angeles ont retenu ses droits au moment où l’organisation a acheté les Indians de Springfield. La nouvelle expansion de la LNH vient de faire doubler le nombre de postes disponibles pour les gardiens de but et Caron décide d’effectuer un retour au jeu. Les Kings lui offrent alors un contrat. Il passe la majeure partie des saisons 1967-1968 et 1968-1969 dans les rangs mineurs mais joue quatre matchs avec le club de la LNH. Il bénéficie alors des conseils du vétéran Terry Sawchuk, détenteur à cette époque du plus grand nombre de victoires pour un gardien de but dans la LNH. Sawchuk, nouvellement arrivé à Los Angeles, a plus de 20 saisons d’expérience dans le hockey professionnel et il partage ses connaissances avec Caron. Ensemble, ils travaillent surtout sur l’anticipation des jeux.
Le 12 juin 1969, les Blues de Saint-Louis, via leur club-école, sélectionnent Caron lors d’un repêchage inter-ligue. Le gardien passe les deux saisons suivantes dans la Western Hockey League avec les Spurs de Denver, mais ses camps d’entraînement et ses brefs rappels avec les Blues lui permettent de côtoyer deux autres grands gardiens, Jacques Plante et Glenn Hall. Plante, entre autres, lui enseigne ses techniques de déplacements. Cette collaboration semble avoir un effet positif puisque Caron rejoint finalement les Blues lors de la saison 1971-1972. Il connaît sa meilleure campagne dans la LNH, présentant une fiche de 14 victoires, 8 défaites et 5 matchs nuls. Lors des séries éliminatoires de 1972, il est le gardien de but partant des Blues. Dans la première ronde, Saint-Louis affronte Minnesota. Les North Stars prennent les devants 2-0 dans la série, mais Caron se dresse dans les matchs 3 et 4 et l’égalité est créée. Les Blues gagneront finalement la série en prolongation lors du 7e match. Les adversaires suivant sont les Bruins et un certain Bobby Orr. Boston est sans pitié et écrase les Blues en 4 matchs, se dirigeant tout droit en finale et remportant la Coupe Stanley aux mains des Rangers de New York. Caron semble se remettre difficilement de son échec car il n’enregistre que 8 victoires en 30 parties lors de la saison suivante. Puis, en juin 1973, les Blues ne le protège pas et les Canucks de Vancouver le repêchent. Il seconde Gary Smith lors de la saison 1973-1974 et ne remporte que 2 matchs en 10 parties. Son séjour dans la LNH est terminé et, de 1974 à 1977, il joue à Syracuse (Eagles et Blazers), Cleveland et Cincinnati (AMH). Sa carrière de gardien de but tire à sa fin.

### Directeur-gérant et entraîneur-adjoint (1977-1992)
À l’été 1977, le Beauceron André Veilleux, ancien propriétaire des Jaros de la Beauce, achète les Reds du Rhode Island et déménage l’équipe à Binghamton, New York. Il contacte alors Caron et lui demande de devenir le directeur-gérant de son équipe. Le gardien de but, qui n’a pas encore officiellement pris sa retraite, accepte l’offre et s’installe à Binghamton. Sous sa direction, les Dusters connaissent malheureusement trois saisons difficiles, présentant une fiche cumulative de 88 victoires en 240 parties et ne participant aux séries éliminatoires qu’une seule fois. En 1980, Binghamtom devient le club-école des Whalers de Hartford et le directeur-gérant Jack Kelley intègre Caron à son personnel d’entraîneur. On lui appose l’étiquette d’entraîneur adjoint, mais il agit plutôt à titre de conseiller et d’entraîneur des gardiens de but, tant à Hartford qu’à Binghamton. Il remet même son équipement de gardien de but pour un match avec Binghamton lors de la saison 1980-1981, lui permettant ainsi d’avoir joué sur quatre décennies (1950, 1960, 1970, 1980). Son association avec Hartford s’arrête en 1992 alors qu’il est victime d’un accident de la route qui le force à une longue convalescence.

### Entraîneur de Martin Brodeur (1993-2011)
À l’été 1993, Caron participe à une école de hockey dans sa région natale lorsque Gilles Laperrière, un  ancien recruteur des Canadiens de Montréal, lui propose d’offrir ses services à Jacques Lemaire, le nouvel entraîneur-chef des Devils du New Jersey. L’idée fait son chemin et quelques semaines plus tard, le 9 août, il devient l'entraîneur des gardiens de but des Devils. Caron possède une riche expérience dans le monde du hockey; il a été joueur et a reçu les enseignements de grands comme Terry Sawchuk et Jacques Plante, il a été directeur-gérant d’un club de hockey professionnel et entraîneur des gardiens de but dans la LNH. Il est maintenant prêt à travailler avec un joyau, un diamant brut. Et c’est ce que les Devils lui offrent au camp d’entraînement de 1993 : Martin Brodeur, 21 ans, choix de première ronde, 20e au total lors du repêchage de 1990. L’organisation des Devils a vu grand en lui. Caron ne fait pas mentir son nouvel employeur et le jeune Brodeur devient rapidement le joueur-clé du club. Il remporte en 1994 le Trophée Calder, remis annuellement à la meilleure recrue de la ligue, et une première Coupe Stanley en juin 1995. La collaboration entre les deux hommes se poursuit pendant 15 ans. En 2012, Martin Brodeur est le gardien de but qui a remporté le plus nombre de victoires dans l’histoire de la LNH. Avec Caron comme entraîneur, il a gagné trois Coupes Stanley, quatre trophées Jennings et quatre trophées Vézina.
Chris Terreri, ancien coéquipier de Brodeur, est depuis 2011 l'entraîneur des gardiens de but au New Jersey. Âgé de 72 ans, Jacques Caron fait toujours partie du personnel d’entraîneurs des Devils. Il habite à Bradenton en Floride et agit à titre de conseiller spécial (special assignment coach).

## Statistiques
| Saison              | Équipe                     | Ligue          |    | Saison régulière | Saison régulière | Saison régulière | Saison régulière | Saison régulière | Saison régulière | Saison régulière | Saison régulière | Saison régulière | Saison régulière |   | Séries éliminatoires | Séries éliminatoires | Séries éliminatoires | Séries éliminatoires | Séries éliminatoires | Séries éliminatoires | Séries éliminatoires | Séries éliminatoires | Séries éliminatoires |
| Saison              | Équipe                     | Ligue          | PJ | V                | D                | Pr/N             | Min              | BC               | Moy              | % Arr            | Bl               | Pun              | PJ               | V | D                    | Min                  | BC                   | Moy                  | % Arr                | Bl                   | Pun                  |                      |                      |
| 1956-1957           | Marlboros de Toronto       | OHA Jr         | 10 |                  |                  |                  | 600              | 29               | 2,9              | 0                | 2                | 0                | -                | - | -                    | -                    | -                    | -                    | -                    | -                    | -                    |                      |                      |
| 1957-1958           | Petes de Peterborough      | OHA Jr         | 31 |                  |                  |                  | 1 840            | 113              | 3,68             | 0                | 1                |                  | 4                |   |                      | 240                  | 14                   | 3,5                  |                      | 0                    |                      |                      |                      |
| 1958-1959           | Petes de Peterborough      | OHA Jr         | 43 | 24               | 14               | 4                | 2 580            | 129              | 3                | 0                | 2                | 0                | 13               | 9 | 3                    | 780                  | 35                   | 2,69                 |                      | 2                    |                      |                      |                      |
| Coupe Memorial 1959 | Petes de Peterborough      | Coupe Memorial | 2  | 0                | 2                | 0                | 120              | 9                | 4,5              | 0                | 0                |                  | 2                | 0 | 2                    | 120                  | 9                    | 4,5                  |                      | 0                    |                      |                      |                      |
| 1959-1960           | Presidents de Washington   | EHL            | 55 |                  |                  |                  | 3 300            | 218              | 3,97             | 0                | 3                | 0                | -                | - | -                    | -                    | -                    | -                    | -                    | -                    | -                    |                      |                      |
| 1961                | Alouettes de Rouyn-Noranda | Coupe Allan    | 3  | 0                | 3                | 0                | 180              | 13               | 4,33             | 0                | 0                |                  | 3                | 0 | 3                    | 180                  | 13                   | 4,33                 |                      | 0                    |                      |                      |                      |
| 1961-1962           | Indians de Springfield     | LAH            | 5  | 4                | 1                | 0                | 310              | 17               | 3,29             | 0                | 1                | 0                | -                | - | -                    | -                    | -                    | -                    | -                    | -                    | -                    |                      |                      |
| 1961-1962           | Checkers de Charlotte      | EHL            | 5  |                  |                  |                  | 300              | 26               | 5,2              | 0                | 0                | 0                | -                | - | -                    | -                    | -                    | -                    | -                    | -                    | -                    |                      |                      |
| 1962-1963           | Indians de Springfield     | LAH            | 38 | 12               | 14               | 7                | 2 180            | 112              | 3,08             | 0                | 2                | 0                | -                | - | -                    | -                    | -                    | -                    | -                    | -                    | -                    |                      |                      |
| 1963-1964           | Indians de Springfield     | LAH            | 31 | 12               | 14               | 1                | 1 780            | 110              | 3,71             | 0                | 0                | 0                | -                | - | -                    | -                    | -                    | -                    | -                    | -                    | -                    |                      |                      |
| 1964-1965           | Indians de Springfield     | LAH            | 55 | 21               | 29               | 4                | 3 321            | 195              | 3,52             | 0                | 2                | 0                | -                | - | -                    | -                    | -                    | -                    | -                    | -                    | -                    |                      |                      |
| 1965-1966           | Indians de Springfield     | LAH            | 33 | 15               | 15               | 1                | 1 832            | 80               | 2,62             | 0                | 2                | 14               | 6                | 3 | 3                    | 360                  | 14                   | 2,33                 |                      | 0                    | 0                    |                      |                      |
| 1966-1967           | Indians de Springfield     | LAH            | 35 | 11               | 17               | 5                | 1 866            | 136              | 4,37             | 0                | 1                | 17               | -                | - | -                    | -                    | -                    | -                    | -                    | -                    | -                    |                      |                      |
| 1967-1968           | Kings de Los Angeles       | LNH            | 1  | 0                | 1                | 0                | 60               | 4                | 4                | 89,2             | 0                | 0                | -                | - | -                    | -                    | -                    | -                    | -                    | -                    | -                    |                      |                      |
| 1967-1968           | Kings de Springfield       | LAH            | 42 | 19               | 18               | 4                | 2 393            | 151              | 3,79             | 0                | 0                | 2                | -                | - | -                    | -                    | -                    | -                    | -                    | -                    | -                    |                      |                      |
| 1968-1969           | Kings de Los Angeles       | LNH            | 3  | 0                | 2                | 0                | 140              | 9                | 3,86             | 86,8             | 0                | 0                | -                | - | -                    | -                    | -                    | -                    | -                    | -                    | -                    |                      |                      |
| 1968-1969           | Spurs de Denver            | WHL            | 31 | 7                | 21               | 3                | 1 764            | 122              | 4,15             | 0                | 2                | 12               | -                | - | -                    | -                    | -                    | -                    | -                    | -                    | -                    |                      |                      |
| 1969-1970           | Spurs de Denver            | WHL            | 31 | 8                | 16               | 4                | 1 548            | 120              | 4,65             | 0                | 0                | 4                | -                | - | -                    | -                    | -                    | -                    | -                    | -                    | -                    |                      |                      |
| 1970-1971           | Spurs de Denver            | WHL            | 30 | 10               | 13               | 4                | 1 668            | 109              | 3,92             | 0                | 2                | 6                | 2                | 0 | 2                    | 120                  | 9                    | 4,5                  |                      | 0                    | 0                    |                      |                      |
| 1971-1972           | Blues de Saint-Louis       | LNH            | 28 | 14               | 8                | 5                | 1 616            | 69               | 2,56             | 91,2             | 1                | 0                | 9                | 4 | 5                    | 499                  | 26                   | 3,13                 | 89,8                 | 0                    | 2                    |                      |                      |
| 1971-1972           | Spurs de Denver            | WHL            | 20 | 15               | 3                | 0                | 1 160            | 45               | 2,32             | 0                | 0                | 12               | -                | - | -                    | -                    | -                    | -                    | -                    | -                    | -                    |                      |                      |
| 1972-1973           | Blues de Saint-Louis       | LNH            | 30 | 8                | 14               | 5                | 1 558            | 92               | 3,54             | 88,6             | 1                | 0                | 3                | 0 | 2                    | 140                  | 8                    | 3,43                 | 89,6                 | 0                    |                      |                      |                      |
| 1973-1974           | Canucks de Vancouver       | LNH            | 10 | 2                | 5                | 1                | 465              | 38               | 4,9              | 83,2             | 0                | 2                | -                | - | -                    | -                    | -                    | -                    | -                    | -                    | -                    |                      |                      |
| 1974-1975           | Eagles de Syracuse         | LAH            | 50 | 16               | 21               | 9                | 2 755            | 170              | 3,7              | 0                | 0                | 4                | 1                | 0 | 1                    | 60                   | 8                    | 8                    |                      | 0                    | 2                    |                      |                      |
| 1975-1976           | Blazers de Syracuse        | NAHL           | 32 |                  |                  |                  | 1 725            | 90               | 3,1              | 0                | 3                | 21               | -                | - | -                    | -                    | -                    | -                    | -                    | -                    | -                    |                      |                      |
| 1975-1976           | Crusaders de Cleveland     | AMH            | 2  | 1                | 0                | 1                | 130              | 8                | 3,69             | 0                | 0                | 0                | -                | - | -                    | -                    | -                    | -                    | -                    | -                    | -                    |                      |                      |
| 1976-1977           | Blazers de Syracuse        | NAHL           | 22 |                  |                  |                  | 1 307            | 83               | 3,63             | 0                | 1                | 0                | -                | - | -                    | -                    | -                    | -                    | -                    | -                    | -                    |                      |                      |
| 1976-1977           | Stingers de Cincinnati     | AMH            | 24 | 13               | 6                | 2                | 1 292            | 61               | 2,83             | 0                | 3                | 0                | 1                | 0 | 1                    | 14                   | 3                    | 12,86                |                      | 0                    | 0                    |                      |                      |
| 1977-1978           | Dusters de Binghamton      | LAH            | 1  | 0                | 0                | 0                | 1                | 0                | 0                | 0                | 0                | 0                | -                | - | -                    | -                    | -                    | -                    | -                    | -                    | -                    |                      |                      |
| 1980-1981           | Whalers de Binghamton      | LAH            | 1  | 0                | 0                | 0                | 19               | 1                | 3,16             | 0                | 0                | 0                | -                | - | -                    | -                    | -                    | -                    | -                    | -                    | -                    |                      |                      |
| Totaux              | Totaux                     | Totaux         | 72 | 24               | 30               | 11               | 3 840            | 212              | 3,31             | 0                | 2                | 2                | 12               | 4 | 7                    | 639                  | 34                   | 3,19                 |                      | 0                    | 2                    |                      |                      |

## Reconnaissance
Jacques Caron est membre du Temple de la Renommée du hockey de Springfield, Massachusetts. 